# Unitron AP II
O Unitron AP II foi um dos primeiros clones brasileiros do Apple II, produzido pela empresa Unitron Eletrônica a partir de 1982. Em 1984, foi sucedido pelo Unitron AP II TI ("Teclado Inteligente"), que possuía um teclado com caixa baixa e a capacidade de acentuar os caracteres da língua portuguesa.

## Características
- Teclado: mecânico, 52 teclas
- Display:
  - 24 X 40 texto
  - 24 X 80 texto (com placa de 80 colunas)
  - 40 X 48 com 16 cores
  - 280 X 192 com seis cores
- Expansão:
  - 8 slots internos
- Portas:
  - 1 saída para monitor de vídeo
- Armazenamento:
  - Gravador de cassetes a 1200 bauds
  - Drive de disquete externo de 8" ou 5" 1/4 (face simples, 143 Kb)
  - Disco rígido de 5 MiB
- Som:
  - Alto-falante interno